# Microcyba
Microcyba là một chi nhện trong họ Linyphiidae.